# Granite Flats
Granite Flats é a primeira série de drama de televisão original da BYUtv. A telessérie é ambientada em uma pequena cidade do Colorado no início dos anos 1960, durante a Guerra Fria, e segue vários cidadãos da cidade à medida que surgem circunstâncias misteriosas e potencialmente perigosas.
Teve uma audiência de aproximadamente meio milhão de famílias por episódio. Em 20 de abril de 2015, foi anunciado que Granite Flats se juntaria à Netflix; todas as três temporadas foram lançadas no serviço de streaming em 15 de maio de 2015. Em 25 de junho de 2015, o produtor executivo do Granite Flats, Scott Swofford, anunciou o fim da série depois de três temporadas, chamando-a de um "enorme sucesso".

## Produção
O programa foi produzido em Salt Lake City, Utah, em uma antiga escola convertida em oito conjuntos dedicados que recriam a América dos anos 1960. Como a BYUtv destina-se a um público familiar que compartilha os valores mórmons, não há fumo, nem conteúdo adulto ou extraconjugal, e todo o consumo de álcool é retratado de forma claramente negativa.

### Desenvolvimento
Durante 2010 e 2011, o recém-nomeado diretor de conteúdo da BYUtv, Scott Swofford, encomendou grupos focais direcionados a telespectadores que eram pelo menos nominalmente religiosos, para ver o que eles gostavam, não gostavam e queriam na TV. Swofford resumiu os resultados como: "Queremos ser entretidos. Depois, vamos ficar por aqui para ver a mensagem". Isso levou à criação do piloto para Granite Flats, que se tornou o primeiro drama da BYUtv e expandiu significativamente o público do canal, atraindo cerca de 500.000 espectadores por episódio, em comparação com o programa anterior, Love of Quilting, que normalmente tinha menos de 10.000.

### Financiamento e orçamento
De acordo com Swofford, o programa é financiado e sem fins lucrativos: "Nós não somos guiados por anúncios, então não estamos olhando para os Nielsens no dia seguinte e dizendo: 'Oh meu Deus, nós fizemos tudo bem?' Estamos dizendo: 'Isso funcionou? Isso está acontecendo? Está atingindo a audiência que queremos?' ... É uma medida totalmente diferente, e é estranho ter a oportunidade de jogar nessa arena sem ter que obedecer a algumas dessas regras. Isso torna possível fazer um trabalho independente ". Cada episódio custou 800 mil dólares estadunidenses, cerca de um terço do padrão da indústria em Hollywood.